# Chalcophoropsis
Chalcophoropsis es un género de escarabajos de la familia Buprestidae.

## Especies
- Chalcophoropsis monochroma Gianasso, 1999
- Chalcophoropsis quadrifoveolata (Laporte & Gory, 1836)